# Estación de Uges
Uges (en gallego, y oficialmente según Adif, Uxes) es una estación ferroviaria situada en la localidad de Uges, en el municipio español de Arteijo en la provincia de La Coruña, comunidad autónoma de Galicia. Cuenta con servicios de Media Distancia operados por Renfe.

## Situación ferroviaria
La estación se encuentra en el punto kilométrico 444,818 de la línea férrea que une Zamora con La Coruña a 112 metros de altitud, entre las estaciones de La Coruña y de Cerceda-Meirama. El tramo es de vía doble y está electrificado.

## Historia
La estación fue inaugurada el 14 de abril de 1943 con la puesta en marcha del tramo Santiago de Compostela — La Coruña de la línea férrea que pretendía unir Zamora con La Coruña. Su explotación inicial quedó a cargo de RENFE cuyo nacimiento se había producido en 1941. 
Desde el 31 de diciembre de 2004, Renfe Operadora explota la línea mientras que Adif es la titular de las instalaciones ferroviarias.
La estación sufrió una importante remodelación dentro del conjunto de actuaciones para la creación del Eje Atlántico de Alta Velocidad, cambiando su configuración de vías a la actual, con 4 vías (2 vías pasantes y 2 vías de apartado) y 2 andenes laterales. Las obras de apatación finalizaron el 13 de diciembre de 2009.

## Servicios ferroviarios

### Media Distancia
En la estación paran varios trenes de Media Distancia operados por Renfe, comercializados como Regional, que conectan con las ciudades de Vigo, Pontevedra, Santiago de Compostela y La Coruña.
| Línea MD | Servicio | Origen/Destino         | Paradas intermedias | Destino/Origen         |
| -------- | -------- | ---------------------- | --- | ---------------------- |
| 1        | Regional | La Coruña              | Uges · Cerceda-Meirama · Órdenes · Santiago de Compostela · Osebe · Padrón · Puentecesures · Catoira · Villagarcía de Arosa · Portela · Pontevedra · Arcade · Redondela-Picota · Redondela        | Vigo-Guixar            |
| 1        | Regional | La Coruña              | Uges · Cerceda-Meirama · Órdenes · Santiago de Compostela · Padrón · Puentecesures · Catoira · Villagarcía de Arosa · Pontevedra-Universidad · Pontevedra · Arcade · Redondela-Picota · Redondela | Vigo-Guixar            |
| 1        | Regional | La Coruña              | Uges · Cerceda-Meirama · Órdenes · Santiago de Compostela · Padrón · Puentecesures · Catoira · Villagarcía de Arosa · Pontevedra · Arcade · Redondela-Picota · Redondela                          | Vigo-Guixar            |
| 1        | Regional | Vigo-Guixar            | Redondela · Redondela-Picota · Arcade · Pontevedra · Pontevedra-Universidad · Villagarcía de Arosa · Catoira · Puentecesures · Padrón · Santiago de Compostela · Cerceda-Meirama · Uges           | La Coruña              |
| 1        | Regional | La Coruña              | Uges · Cerceda-Meirama | Santiago de Compostela |
| 1        | Regional | Santiago de Compostela | Órdenes · Cerceda-Meirama · Uges | La Coruña              |